# Open Medicine
Open Medicine è stata una rivista di medicina ad accesso aperto e sottoposta a revisione paritaria. Fu fondata nell'aprile 2007 da ex redattori del Canadian Medical Association Journal. Nel 2014, la caporedattrice era Anita Palepu dell'Università della Columbia Britannica, mentre l'editore era John Willinsky. La rivista cessò le pubblicazioni nel novembre 2014: i redattori che hanno citato i finanziamenti limitati come uno dei motivi della chiusura. La rivista fu indicizzata su MEDLINE/PubMed. Tutti i contenuti sono archiviati su PubMed Central.